# Nōhime
Nōhime (浓姫 (Nồng Cơ) "hime" có nghĩa là người phụ nữ, công chúa, hay mệnh phụ quý tộc) hay còn gọi là Kichō (帰蝶 (Quy Điệp)), là vợ của Oda Nobunaga, một đại lãnh chúa trong thời kỳ Sengoku của lịch sử Nhật Bản. Tên riêng của bà là Kichō,nhưng kể từ khi chuyển đến tỉnh Mino.Bà thường được gọi là Nōhime (người phụ nữ vùng Mino). Bà nổi tiếng vì đẹp và thông minh.
Cha của bà là lãnh chúa Saitō Dōsan và mẹ là Omi no Kata. Nōhime được nhắc đến trong sử rất ít, và không có nhiều thông tin về ngày sinh của bà; tuy nhiên, bà được cho là sinh khoảng từ 1533 đến 1535.

## Kết hôn với Nobunaga
Nō được cho là cực kỳ thông minh và xinh đẹp. Tại đám cưới, Nobunaga mô tả bà có "cái đầu của một thiên tài và bề ngoài của một nữ thần". Bà kết hôn với ông năm 1549, sau một thỏa thuận ngừng chiến giữa cha bà là Saitō Dōsan với Nobuhide.
Cuộc hôn nhân là một động thái mang tính chính trị và nhiều người cho rằng giữa bà và Nobunaga không có tình cảm. Mặc dù bà là vợ chính thức của Oda Nobunaga, nhưng nhiều người cho rằng ông dành tình yêu của mình cho người thiếp, Kitsuno, người đã sinh cho ông đứa con trai đầu, Nobutada. Không có thông tin cho thấy Nō có con với chồng.
Lịch sử không ghi lại thông tin về bà, thậm chí bà mất ngày nào cũng không biết chính xác. Nhìn chung, có thể nói rằng cuộc đời của Nōhime còn được người hiện tại biết đến là từ những truyền thuyết và truyện dân gian. Mộ phần của bà hiện nằm tại Sōken-in (総見院), một đền phụ trong chùa Daitoku ở Kyoto.